# Естаніслао Фіґерас
Естаніслао Фіґерас-і-Мораґас (ісп. Estanislao Figueras y Moragas; нар. 13 листопада 1819, Барселона — пом. 11 листопада 1882, Мадрид) — іспанський політичний діяч, республіканець. Президент Першої Іспанської Республіки (11 лютого 1873-11 червня 1873).

## Життєпис

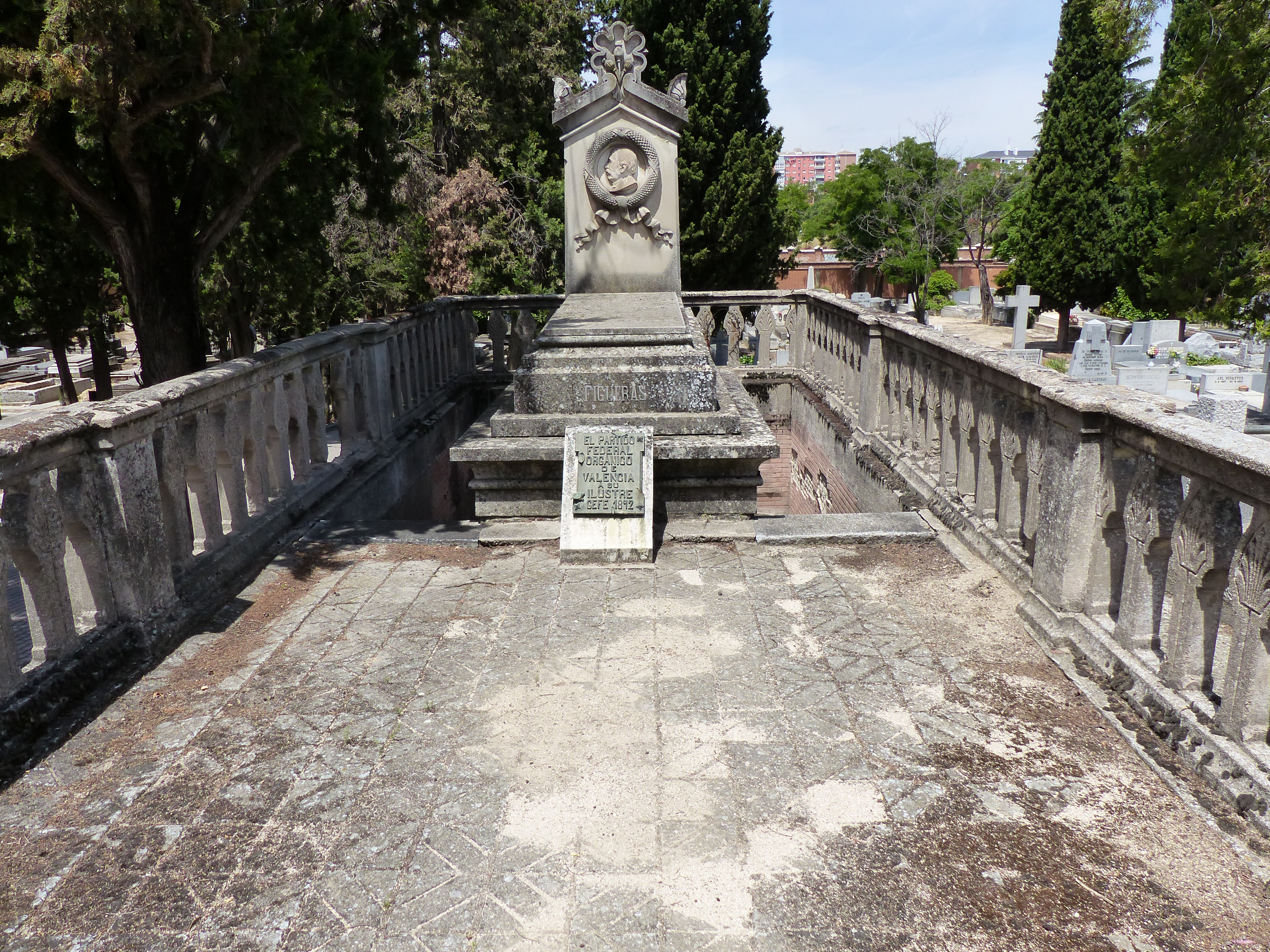
Могила Естаніслао Фіґераса

Естаніслао Фіґерас народився 13 листопада 1819 року в Барселоні. Навчався у Сервері, Барселоні та Валенсії. У 1844 році переїхав до Таррагони, де почав адвокатську практику. 
У 1851 році був обраний від Таррагони в Генеральні кортеси Іспанії.
Брав активну участь у революції 1854-1856 років. Під час революції 1868-1874 років заснував газету «Рівність» (ісп. «La lgualdad»), яка виступала за встановлення в Іспанії республіканського ладу. 
У лютому-липні 1873 року був президентом Першої Іспанської республіки. Після звільнення з посади перебував на еміграції у Франції.
Після реставрації Бурбоні повернувся  Іспанію.
Помер 11 листопада 1882 року в Мадриді. Похований на Цивільному цвинтарі Мадрида.